# Cabo de guerra nos Jogos Olímpicos de Verão de 1904

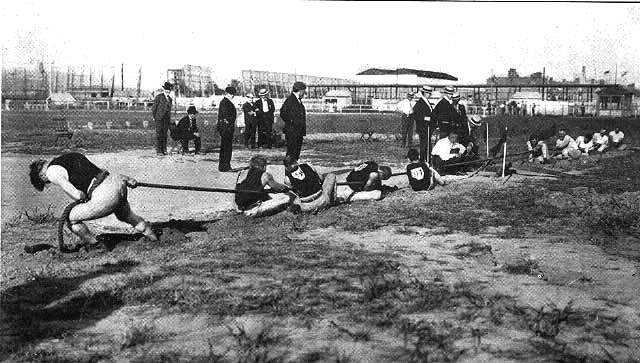
Disputa de cabo de guerra durante os Jogos Olímpicos de 1904 em Saint Louis

O cabo de guerra nos Jogos Olímpicos de Verão de 1904 foi realizado em Saint Louis, Estados Unidos.
Seis equipes de três países participaram da modalidade, num total de 30 atletas envolvidos. As equipes estadunidenses dominaram as disputas e conquistaram os quatro primeiros lugares.
Dia 30 de agosto de 1904 iniciou-se as disputas de cabo de guerra nos Jogos de Saint Louis com os duelos das quartas de final e a primeira semifinal. O restante da competição realizou-se em 1 de setembro.
| Ouro | Prata | Bronze |
| Milwaukee Athletic Club Oscar Olson Sidney Johnson Henry Seiling Conrad Magnusson Patrick Flanagan USA Estados Unidos | Southwest Turnverein of Saint Louis No. 1 Max Braun William Seiling Orrin Upshaw Charles Rose August Rodenberg USA Estados Unidos | Southwest Turnverein of Saint Louis No. 2 Charles Haberkorn Frank Kugler Charles Thias Harry Jacobs Oscar Friede USA Estados Unidos |

## Quartas de final
Equipes perdedoras foram eliminadas.
| Vencedor                                      | Perdedor         |
| --------------------------------------------- | ---------------- |
| USA Milwaukee Athletic Club                   | RSA Boers        |
| USA Southwest Turnverein of Saint Louis No. 1 | GRE Pan-Hellenic |

New York Athletic Club e Southwest Turnverein of Saint Louis No. 2, dos Estados Unidos, avançaram direto as semifinais.

## Semifinal
Os perdedores disputaram uma repescagem contra o perdedor da partida final para seguirem com chances de obter o segundo lugar.
| Vencedor                    | Perdedor                                      |
| --------------------------- | --------------------------------------------- |
| USA Milwaukee Athletic Club | USA Southwest Turnverein of Saint Louis No. 1 |
| USA New York Athletic Club  | USA Southwest Turnverein of Saint Louis No. 2 |

## Final
O vencedor conquistou a medalha de ouro. O perdedor deveria medir-se com o vencedor do duelo entre os derrotados das semifinais para conquistar a prata.
| Vencedor                    | Perdedor                   |
| --------------------------- | -------------------------- |
| USA Milwaukee Athletic Club | USA New York Athletic Club |

## Disputa pela prata
O vencedor disputou um duelo contra o perdedor da final para garantir a prata.
| Vencedor                                      | Perdedor                                      |
| --------------------------------------------- | --------------------------------------------- |
| USA Southwest Turnverein of Saint Louis No. 1 | USA Southwest Turnverein of Saint Louis No. 2 |

O Southwest Turnverein of Saint Louis No. 1 deveria enfrentar o New York Athletic Club, perdedor da final, para decidir quem ficaria com a medalha. Porém a equipe de Nova York não apareceu para o confronto e a equipe número 1 de Saint Louis garantiu a prata. O bronze ficou com o Saint Louis número 2.